# Sayaji Rao Gaekwad III
Sayajirao Gaekwad III (Baroda, 11 marzo 1863 – Baroda, 6 febbraio 1939) fu maharaja di Baroda dal 1875 al 1939.

## Biografia

### I primi anni
Sayajirao nacque l'11 marzo 1863 col nome di Gopalrao Gaekwad, figlio secondogenito di Kashirao Bhikajirao [Dada Sahib] Gaekwad (1832–1877) e di Akhand Soubhagyavati Ummabai Sahib. Il ramo a cui apparteneva era un ramo collaterale della famiglia reale e discendeva da un matrimonio morganatico del primo Raja di Baroda e come tale egli non era previsto nella successione al trono.

### La questione della successione

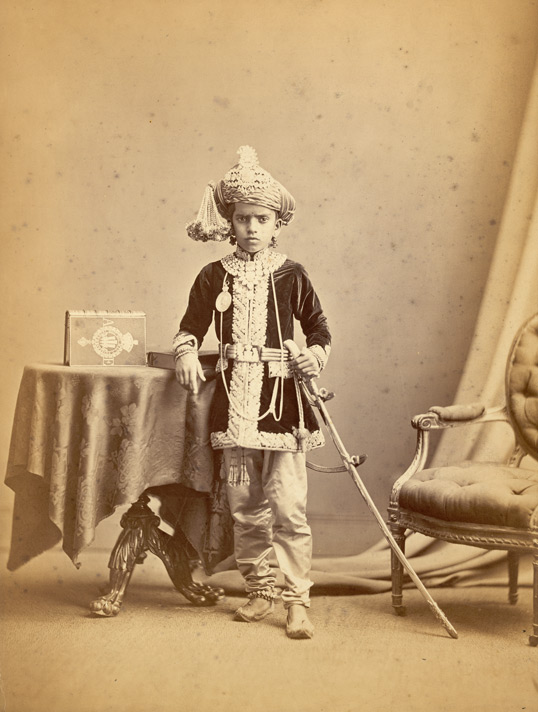
Sayaji Rao Gaekwad III nel 1875

A seguito della morte di Khanderao Gaekwad (1828–1870), maharaja molto popolare e benvoluto a Baroda, nel 1870, era prevista la successione di suo fratello Malharrao (1831–1882). Malharrao, invece, venne accusato dell'omicidio del fratello, venne arrestato e venne posto in prigione. Dal momento che la vedova di Khanderao, Maharani Jamnabai (1853–1898), era nuovamente incinta di un figlio nato postumo, il successore sarebbe stato deciso dal sesso del nascituro. Il bambino che nacque si dimostrò una femmina e dalla sua nascita il 5 luglio 1871, Malharrao ascese al trono in mancanza di altri eredi.
Malharrao spendeva il denaro pubblico deliberatamente, svuotando in breve tempo le casse di Baroda (egli commissionò ad esempio un paio di cannoni di oro solido e un tappeto di perle) e presto i rapporti tra il residente britannico e il maharaja divennero pessimi, accentuati dalla tirannia e dalla crudeltà del sovrano indiano. Malharrao tentò quindi di avvelenare il residente britannico con una coppa di vino e arsenico e dopo questo atto, per ordine del Segretario di Stato per l'India, Lord Salisbury, Malharrao venne deposto il 10 aprile 1875 ed esiliato a Madras, dove morì in oscurità nel 1882.

### Ascesa al trono
Col trono di Baroda ora vacante, Maharani Jamnabai venne chiamata a proporre il nuovo successore maschio della dinastia di Baroda che dovette necessariamente essere ricercato tra i rami collaterali della famiglia reale.
Kashirao e i suoi tre figli, Anandrao (1857–1917), Gopalrao (1863–1938) e Sampatrao (1865–1934) si incamminarono in cerimonia verso Baroda da Kavlana dove risiedevano (per una distanza di circa 600 chilometri). Malgrado Anandrao fosse il maggiore dei fratelli e quindi il primogenito con diritto di successione, si preferì scegliere un monarca giusto e come tale si lasciò ad un'attenta analisi dei tre fratelli la scelta del futuro successore al trono. Secondo le cronache d'epoca, a ciascuno dei tre venne chiesto per quale motivo si fosse portato nella capitale e Gopalrao disse:
"Sono venuto qui per governare"
Per la sua tenacia e per la sua intelligenza venne scelto dal governo britannico come successore e venne adottato da Maharani Jamnabai il 27 maggio 1875. Egli ottenne inoltre un nuovo nome, Sayajirao. Egli ascese al gadi (trono) di Baroda il 16 giugno 1875 ma essendo ancora in minore età venne costituito per lui un consiglio di reggenza sin quando non avesse raggiunto la maggiore età, fatto che accadde il 28 dicembre 1881. Durante la reggenza egli ebbe per tutore Raja Sir T. Madhava Rao che crebbe il suo giovane protetto nel rispetto del buon governo e del bene per il proprio popolo, contribuendo anche a ripulire lo Stato da tutte quelle ingiustizie che il precedente governo di Malharrao si era lasciato dietro.

### Regno e modernizzazione
Assumendo le redini del governo, tra le sue prime opere fu quello di occuparsi della riforma del sistema giudiziario, dell'agricoltura e delle riforme sociali. Egli giocò un ruolo chiave nello sviluppo dell'industria tessile a Baroda e le sue riforme sull'educazione e sulla società prevedevano, tra le altre cose, il vietare il matrimonio tra minori, la legislazione sul divorzio, la rimozione della casta degli "intoccabili" prevista dall'induismo oltre ad una diffusione dell'educazione scolastica che comprendesse il sanscrito, evolvendo gli studi religiosi e letterari, incoraggiando nel contempo le belle arti.
Le sue iniziative di sviluppo economico includevano la formazione di una serie ferroviaria (vedi in seguito) e la fondazione nel 1908 della Bank of Baroda, che continua ad esistere tutt'oggi come una delle maggiori banche indiane.
Appassionato anche di cultura, la sua biblioteca divenne il nucleo dell'attuale Central Library of Baroda e con tale scopo fondò molte biblioteche e librerie nello Stato.

## Vedute di governo
Pur da principe indiano, Sayyaji Rao Gaekwad III fu un grande ammiratore del governo britannico anche se non mancarono gli screzi con gli stessi coloni, soprattutto in materia di governo e di indipendenza d'azione del maharaja, con molte dispute verbali e scritte con il locale residente così come col Viceré e con gli ufficiali governativi dell'India Britannica.

### Una dimostrazione d'indipendenza
Al grande e storico Delhi Durbar del 1911 al quale prese parte lo stesso Giorgio V del Regno Unito, Imperatore d'India (la prima volta che un regnante del Regno Unito si era portato in India), ogni regnante dei principati indiani era tenuto a prestare giuramento d'obbedienza al re-imperatore inchinandosi dinanzi a lui per tre volte e poi andandosene dalla stanza senza voltargli le spalle.
Dal momento che egli era il terzo principe più prestigioso dell'India, Sayajirao era il terzo in ordine di presentazione a Giorgio V; già in un primo momento egli era stato sull'orlo di un incidente diplomatico essendosi rifiutato di indossare tutte le proprie regalìe al gran completo oltre ai gioielli ed alle medaglie. A differenza di tutti gli altri, però Sayajirao si inchinò una sola volta dinanzi al re-imperatore ed uscì voltandogli le spalle.
Questa fu una prima dimostrazione della volontà forte d'indipendenza che Sayajirao pose dinanzi a tutti gli altri principi indiani e dinanzi agli inglesi, fatto che lo mise in luce di sospetto dall'amministrazione britannica ma che diede del resto un forte segnale di quanto sarebbe successo pochi decenni dopo.

## Opere pubbliche

### Ferrovie e acquedotti
Durante il suo regno vennero costruite le prime ferrovie di Baroda con il centro principale a Dabhoi, luogo d'incontro dei molti binari che ancora oggi è la principale stazione dello Stato federato.
Sayajirao predispose anche la creazione di una rete di acquedotti per Baroda a partire dal 1892. Il percorso delle acque si originava da Ajwa e come per gli acquedotti romani utilizzava la forza di gravità per portare l'acqua potabile alla cittadinanza di Baroda. Ancora oggi questa rete di acquedotti è in funzione.

### Parchi pubblici e università
Il grande parco pubblico originariamente chiamato Kamati Baug ed oggi definito Sayaji Baug fu uno dei regali predisposti dal maharaja per la città di Baroda. In occasione del giubileo di diamante della sua ascesa al trono, egli prese una grande parte delle proprie proprietà fondiarie per dare spazio alla fondazione dell'Università di Baroda, progetto che venne completato da suo nipote Pratap Singh Gaekwad, che fondò la Maharaja Sayajirao University e la pose nel luogo ove già il nonno aveva predisposto l'esistenza di questa struttura.

## Interessi culturali e materiali
Il Maharaja era un noto patrono delle arti. Durante il suo regno, Baroda divenne un luogo d'incontro per artisti e scolari. Il celebre pittore indiano Raja Ravi Varma fu tra quelli che trascorsero alcuni anni alla sua corte.
Egli fu anche un grande patrono dei talenti del suo paese: tra gli altri egli patrocinò largamente Dr. Babasaheb Bhimrao Ambedkar, architetto della futura costituzione indiana; Dadabhai Naoroji, che fu suo Dewan (primo ministro) a partire dal 1874 e poi divenne il primo membro asiatico della House of Commons inglese, rappresentando in quella sede circa 250.000.000 di indiani.
Sayajirao aveva inoltre l'abitudine di recarsi una volta all'anno in Inghilterra al fine di scegliere i giovani talentuosi che potessero far parte del proprio entourage di governo.

### Gioielleria
Sayajirao aveva anche una passione per i gioielli e la gioielleria e la sua collezione era una delle più invidiabili al mondo. Essa comprendeva anche il diamante "Stella del Sud" che aveva un peso di circa 262 carati (52.4 g), seguito dal diamante "Akbar Shah" e dal "Princess Eugenie".

### Musica classica
Sayajirao fu anche patrono della musica classica indiana. Ustad Moula Bux fondò l'Accademia di Musica Indiana sotto il suo patronato. Questa accademia divenne successivamente il collegio musicale ed attualmente fa parte dell'Università di Baroda come dipartimento. Oltre a quest'iniziativa, alla corte di Sayajirao si trovarono molti artisti famosi nella loro epoca come Ustad Inayat Khan e Ustad Faiyyaz Khan. Nel 1914, la prima Conferenza Musicale Indiana si tenne proprio a Baroda. Il Maharaja Sayajirao protesse largamente anche la danza.

## Matrimoni e figli
Il maharaja Sayajirao sposò in prime nozze Chimnabai di Tanjore (Chimnabai I) (1864–1884) il 6 gennaio 1880, dalla quale ebbe un figlio e due figlie:
- Bajubai Gaekwad (1881–1883)
- Putlabai Gaekwad (1882–1885)
- Yuvaraja Fatehsinhrao Gaekwad, principe di Baroda (3 agosto 1883 - 14 settembre 1908). Egli morì in giovane età pur avendo dato alla luce un figlio e due figlie. Suo figlio Pratap Singh Gaekwad salì al trono nel 1939 alla morte del nonno.

La sua prima moglie morì di tubercolosi ed egli si risposò il 28 dicembre 1885 con Likshmibai Mohite (1871 – 1958), che divenne regina col nome di Chimnabai II col suo matrimonio. Una dura oppositrice della liberalizzazione dei diritti della donna in India. Da questo matrimonio nacquero molti figli e una sola figlia femmina:
- Jaisinghrao Gaekwad (12 maggio 1888 - 27 agosto 1923); non ebbe eredi
- Shivajirao Gaekwad (31 luglio 1890 - 24 novembre 1919); ebbe due figli e una figlia.
- Indira Devi, principessa di Cooch Behar (19 febbraio 1892 - 6 settembre 1968). Sposò Jitendra Narayan di Cooch Bihar nel 1911 ed ebbe dei figli. I suoi discendenti includono le modelle Riya Sen e Raima Sen. Ella divenne reggente di Cooch Behar e fu madre di Gayatri Devi di Jaipur.
- Dhairyashilrao Gaekwad (31 agosto 1893 - 5 aprile 1940); ebbe tre figli e due figlie.

Altri discendenti del Maharaja furono regnanti del Kolhapur, Sawantwadi, Akkalkot, Jath, Dewas, Kota, Dhar, Jasdan, Sandur e Gwalior.

## Morte
Dopo un lungo regno di 63 anni, Sayajirao Gaekwad III morì il 6 febbraio 1939. Suo nipote ed erede, Pratap Singh Gaekwad, divenne suo successore come Maharaja di Baroda.